# Rosa abietina
Rosa abietina är en rosväxtart som beskrevs av Jean Charles Marie Grenier. Rosa abietina ingår i släktet rosor, och familjen rosväxter. Inga underarter finns listade i Catalogue of Life.